# لاكتانتيوس
اسمه الكامل لوسيوس كايسيليوس فيرميانوس لاكتانتيوس هو مؤرخ وكاتب روماني من القرن الرابع الميلادي أصبح فيما بعد مستشار للإمبراطور قسطنطين العظيم، ولد في سنة 250 في شمال أفريقيا لعائلة مسيحية أمازيغية الأصل، كان أحد تلاميذ أرنوبيوس، يعتقد أنه ينحدر من مدينة سيرتا في نوميديا، أصبغ بليغ وشاعر في بلاط الإمبراطور دقلديانوس في نيقوميديا وهناك تعرف على قسطنطين، ترك البلاط بعد قيام دقلديانوس باضطهاد المسيحيين في سنة 303 حيث عاد إلى شمال أفريقيا إلى ان قام قسطنطين بطلبه في سنة 309 ليصبح معلم لاولاده، توفي في سنة 326 بنفس العام الذي توفي به ابن قسطنطين كريسبوس الذي اعدم من قبله لسبب غامض. كان لاكتانتيوس أول من أرخ لحادثة معركة جسر ميلفيو والتي تسببت باعتناق قسطنطين للمسيحية.

## روابط خارجية
- لاكتانتيوس على موقع الموسوعة البريطانية (الإنجليزية)
- لاكتانتيوس على موقع إن إن دي بي (الإنجليزية)